# Збройні сили Йорданії
Збройні сили Йорданії (араб. القوات المسلحة الأردنية; також: арабська армія) з усіма підрозділами прямо підпорядковуються Верховному головнокомандувачеві королю Абдуллі II. Вважається однією з найпрофесійніших армій в регіоні, і розглядається як особливо добре навчена і організована, хоча нестача ресурсів протягом багатьох років перешкоджає прагненням модернізувати обладнання.
Нинішній голова Об'єднаного комітету начальників штабів збройних сил Йорданії генерал-лейтенант Машаль Могаммад Аль-Забен (з 23 лютого 2010 року).

## Загальна інформація
Військова служба в Йорданії здійснюється за призовом. Юнаків призивають в армію після досягнення ними 18-ти років. За умови, що в юнака є брати. У іншому випадку, він вважається годувальником родини і його не призиваєть.

## Галерея

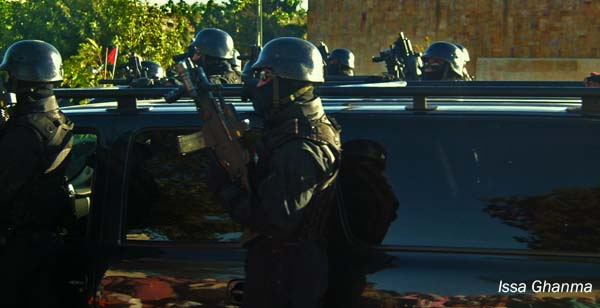
Солдати спеціального призначення
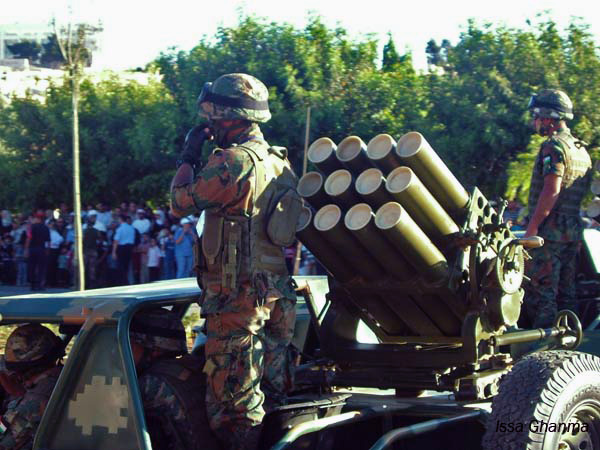
Солдати ПС Йорданії на військовому параді
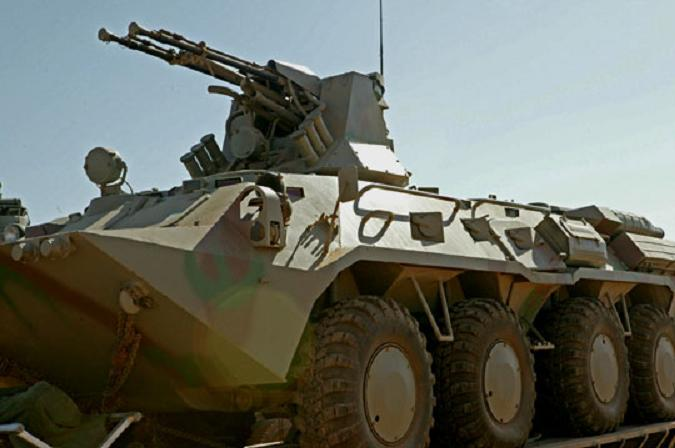
БТР-94 Сухопутних військ Йорданії